# Herencia (Munch)
Herencia (en noruego: Arv; 1897–1899) es una pintura al óleo sobre lienzo creada por el pintor noruego Edvard Munch (1863–1944). Representa a una madre con sífilis sosteniendo a su bebé, que está afectado por sífilis congénita. Munch completó el trabajo después de visitar el Hôpital Saint-Louis en París, donde vio a una mujer llorando por su hijo con la enfermedad.
El bebé del cuadro está sin vida, pálido y cubierto de manchas. La madre, cuyas manos y falda estampada son especialmente prominentes, tiene la cara roja y llorosa y se sienta en un banco frente a un fondo verde.
La respuesta crítica a la pintura fue de sorpresa; hablar de enfermedades de transmisión sexual en público era inaceptable en ese momento. Además, el artista había retratado una distorsión del tema artístico tradicional de la Virgen con Niño.

## Trasfondo
Edvard Munch fue un artista noruego cuya madre, hermana y abuelo paterno habían sido afectados por la tuberculosis. Munch completó una pintura al óleo sobre lienzo a fines de la década de 1890 basada en lo que presenció durante una visita al Hôpital Saint-Louis en París, uno de los tres hospitales de esa ciudad que acogieron a personas con sífilis. En su museo le llamó la atención un modelo en cera de un bebé con sífilis congénita. También vio a una mujer llorando por su hijo con una enfermedad venérea. La pintura se conoce como Herencia. La primera versión se tituló El niño sifilítico.

## La pintura

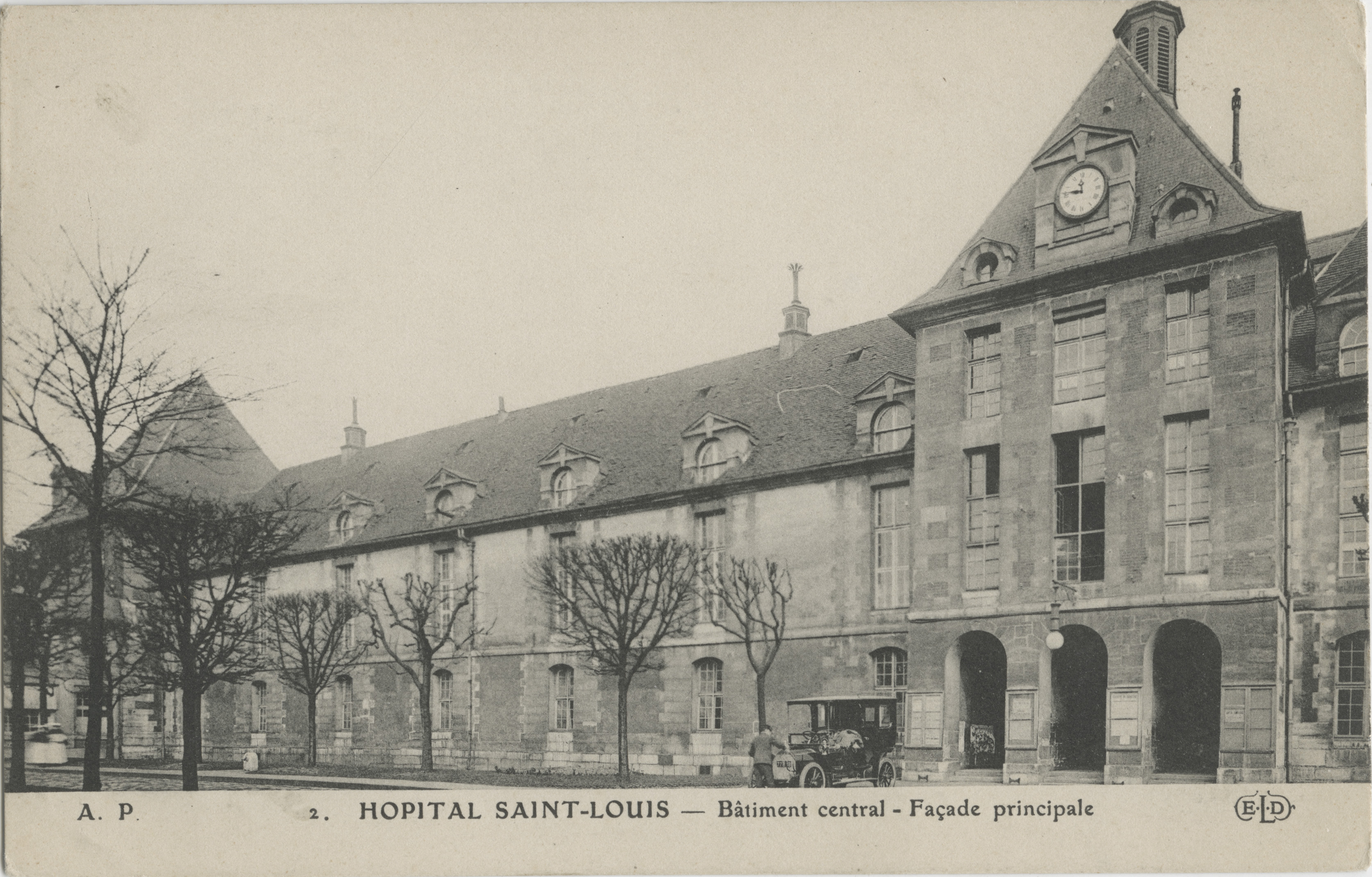
El Hôpital Saint-Louis.

La obra se encuentra en el Museo Munch, en Oslo, Noruega. Mide 141 cm por 120 cm.
La pintura representa a un bebé afectado por sífilis congénita acostado en los brazos de su madre, quien está sentada en un banco frente a un fondo verde. El infante es retratado sin vida, pálido, amarillo y cubierto de manchas. Sus partes del cuerpo están desproporcionadas y los ojos bien abiertos. Destacan especialmente las manos de la madre y la falda estampada. Ella está llorando y tiene la cara roja. Su chaqueta es negra y tiene una pluma roja brillante en su sombrero. Munch dijo que vio a una mujer «llorando en el hospital por una enfermedad venérea», pero no aclara si la mujer sifilítica en la pintura transmitió la sífilis a su bebé a través de un marido infiel o de su propio trabajo sexual.

## Munch
La propia descripción de Munch de la imagen fue la siguiente:
La mujer se inclina sobre el niño que está infectado por los pecados de los padres. Se encuentra en el regazo de la madre. La madre se inclina sobre él y llora hasta que su rostro se pone rojo escarlata. El rostro rojo, hinchado por las lágrimas y distorsionado contrasta fuertemente con el rostro blanco como el lino del niño y el fondo verde. El niño mira con ojos grandes y profundos un mundo al que ha llegado involuntariamente. Enfermo, ansioso e inquisitivo mira hacia la habitación, preguntándose sobre la tierra de agonía en la que ha entrado, preguntando ya. ¿Por que? ¿Por que?
Munch estaba en ese momento afectado por una disminución de su salud mental. Al igual que el bebé de la imagen, sintió que él también había llegado al mundo en estado de enfermedad.

## Recepción
La reacción a la pintura a finales del siglo XIX fue de sorpresa. Hablar de enfermedades de transmisión sexual en público era inaceptable en ese momento por motivos morales. Se ha descrito como impactante incluso en el siglo XXI. Además, el artista había retratado una inversión del tema artístico tradicional de la Virgen con Niño.